# Frances McDormand
Frances Louise McDormand (Chicago, Illinois, 23 de juny de 1957) és una actriu estatunidenca que ha guanyat tres cops el Premi Oscar a la millor actriu (1996, 2018 i 2021).

## Biografia
Després de llicenciar-se en teatre a la Universitat Yale el 1982, Frances va emprendre la seva carrera d'actriu sota el guiatge del que seria el seu futur marit, Joel Coen. La pel·lícula Sang fàcil marcava igualment el seu debut en la direcció de llargmetratges. Aquí, Frances interpretava una dona assetjada per uns criminals. Des de llavors, la carrera de Frances ha combinat films de baix pressupost de tall social amb d'altres de més comercials, en les quals ha ofert al públic una imatge quotidiana, de veïna del costat, de dona intel·ligent i afectuosa que generalment acaba guanyant-se el respecte de la seva comunitat.
Finalitzat el seu segon rodatge amb Joel i Ethan Coen, Arizona baby, Frances va estrenar a Broadway Un tramvia anomenat Desig, que li va valdre una candidatura als Tony (1988). Aquell mateix any, l'actriu rebia la seva primera nominació a l'Oscar per Crema Mississippi, en què interpretava una dona colpejada violentament pels racistes locals.
En els anys següents, Frances va participar en pel·lícules de culte com Darkman (Sam Raimi, 1990) i Vides encreuades (Robert Altman, 1993). En Agenda oculta, va gaudir d'un protagonisme més gran en encarnar una dona el millor amic del qual ha estat assassinat per ordre del Partit Conservador Britànic a fi d'aconseguir una victòria electoral. El 1994, la seva vida va experimentar un canvi substancial quan, després d'acabar la filmació de Beyond Rangoon (John Boorman), Joel i ella van adoptar un nen paraguaià al qual van anomenar Pedro McDormand Coen.

El 1996, Frances va incrementar notablement la seva popularitat per tres papers diferents. El primer, una doctora que es deixava enganyar per un assassí anomenat Aaron (Edward Norton), en la pel·lícula Les dues cares de la veritat. El segon, Bunny, una dona emocionalment inestable desatesa pel seu marit, reforçava l'adscripció de l'actriu a aquests títols compromesos a què abans al·ludíem, en estar escrit per John Sayles per a la pel·lícula Lone Star. El tercer, la Margue Gundarson de Fargo, li suposaria el reconeixement a la seva carrera. Efectivament, la pagesota i aparentment càndida Margue, amb un embaràs molt avançat, resolia un cruel cas de segrest que li permetia reflexionar sobre el sense sentit de la violència. La lucidesa del personatge, unida a la seva senzillesa, va enlluernar primer la premsa estrangera de Hollywood -que la va proposar per a un Globus d'Or-, els votants de l'Premis Independent Spirit i la Screen Actors Guild, que la van designar millor actriu de l'any, i finalment els membres de l'Acadèmia de Cinema de Hollywood, que la van recompensar amb l'Oscar a la millor actriu. Abans el seu marit Joel Coen, havia recollit l'estatueta al millor guió original, i declarà que la pel·lícula no s'hauria pogut fer sense ella. Quan Nicolas Cage va anunciar el premi, el públic assistent a la sala la va ovacionar dempeus. Frances, rient, va pronunciar un discurs significatiu: 
| « | Què hi faig aquí? Sobretot veient el magnífic grup d'actrius en el qual he estat nomenada -Brenda Blethyn, Diane Keaton, Kristin Scott-Thomas i Emily Watson. Nosaltres cinc hem tingut l'opció, no sols l'oportunitat, sinó l'opció d'interpretar personatges femenins increïblement rics i complexos. Aplaudeixo els productors de Working Tittle per triar les actrius per criteris de capacitat i no els dels valors del mercat. Finalment, voldria esmentar tres persones. Ethan Coen, per treure l'actriu que hi ha dins de mi. El seu germà Joel, per treure la dona que hi ha en mi. I el nostre fill Pedro McDormand Coen, per fer de mi una mare. Gràcies per valorar el nostre treball. | » |

Arran d'aquest reconeixement, Frances va poder realitzar projectes que des de feia temps desitjava portar a bon port. En el primer, Camí del paradís, va incorporar una presonera d'un camp de concentració japonès que fingia ser llicenciada en medicina per garantir la seva supervivència mentre les seves amigues formaven un cor per suportar la traumàtica experiència.
En el segon, Madelaine, Frances es va vestir d'hàbit per encarnar una monja que cuidava d'unes nenes orfes alhora que lluitava perquè no es tanqués la seva església.
L'any 2000, va portar dos projectes que la van tornar a posar en l'òrbita dels Oscars. En el primer, Joves prodigiosos, va interpretar Sara, la dona del rector d'una facultat, que es quedava embarassada del seu amant, un professor de literatura anomenat Grady (Michael Douglas), que al final ho deixava tot per estar amb ella. En la pel·lícula, Frances va projectar la imatge de dona madura, sensible i racional, comprensiva i decidida. Als antípodes de l'Elaine de Gairebé famosos, una hippy separada el fill del qual -un reporter de la revista Rolling Stone- acompanya un grup musical durant una gira, durant la qual Elaine no deixa de pensar en el seu petit, lluny de la llar.
Aquesta mare castrant, però afectiva, dotada de bon cor, va ser la que finalment la va conduir cap a la seva tercera candidatura als Oscars. Finalment, Marcia Gay Harden -antiga protagonista d'una de les pel·lícules de Joel, Mort entre les flors- s'alçava amb l'estatueta daurada.
A l'any següent, Frances es va posar de nou sota les ordres del seu marit en The Man Who Wasn't There, en què es va posar a la pell de Doris, la dona d'un perruquer que, avorrida de la seva vida conjugal, es busca un amant, de l'assassinat del qual és acusada injustament, i això la condueix al suïcidi.
El 2003, va estrenar Quan menys t'ho esperes, en què es va convertir en Zoe, la germana d'una escriptora interpretada per Diane Keaton, que observava divertit el procés d'enamorament entre aquesta última i un executiu madur d'una discogràfica. La pel·lícula es va presentar en el Festival de Cinema de Berlín el 2004, en una edició en què Frances participava com a membre del jurat.
El 2005, va obtenir la seva quarta candidatura als Oscars per En terra d'homes en interpretar Glory, una dona treballadora activa en el sindicat, i que es feia respectar entre els seus companys masclistes que assetjaven la seva millor amiga.

## Filmografia
- 1984: Blood Simple de Joel Coen: Abby
- 1985: Scandal Sheet (TV)
- 1985: Crimewave de Sam Raimi: Nun
- 1986: La història de Tony Cimo (Vengeance: The Story of Tony Cimo) (TV): Brigette
- 1987: Arizona baby de Joel Coen: Dot
- 1987: Leg Work (sèrie TV): Willie Pipal
- 1988: Crema Mississippi (Mississippi Burning) d'Alan Parker: Mrs Pell
- 1989: Chattahoochee: Mae Foley
- 1990: Darkman de Sam Raimi: Julie Hastings
- 1990: Agenda oculta (Hidden Agenda) de Ken Loach: Ingrid Jessner
- 1990: Mort entre les flors (Miller's Crossing) de Joel Coen: la secretària del marit de l'alcalde
- 1991: The Butcher's Wife de Terry Hughes: Grace
- 1992: Passed Away: Nora Scanlan
- 1992: Crazy in Love (TV): Clare
- 1993: Vides encreuades (Short Cuts) de Robert Altman: Betty Weathers
- 1994: Bleeding Hearts: dona a la TV
- 1995: The Good Old Boys (TV): Eve Calloway
- 1995: Talking with (TV)
- 1995: Més enllà de Rangun (Beyond Rangoon) de John Boorman: Andy Bowman
- 1995: Palookaville: June
- 1996: Plain Pleasures
- 1996: Fargo de Joel Coen: Marge Gunderson
- 1996: Les dues cares de la veritat (Primal Fear) de Gregory Hoblit: Dra. Molly Arrington
- 1996: Lone Star, el rastre d'un crim (Lone Star) de John Sayles: Bunny
- 1996: Hidden in America (TV): Gus
- 1997: Paradise Road: Dra. Verstak
- 1998: Johnny Skidmarks: Alice
- 1998: Madeline: Miss Clavel
- 1998: Talk of Angels: Conlon
- 2000: Joves prodigiosos (Wonder Boys): Sara Gaskell
- 2000: Gairebé famosos (Almost Famous) de Cameron Crowe: Elaine Miller
- 2001: The Man Who Wasn't There de Joel Coen: Doris Crane
- 2001: State of Grace (sèrie TV): narradora / Hannah adulta (veu)
- 2001: Upheaval: Anne
- 2002: Laurel Canyon: Jane
- 2002: City by the Sea de Michael Caton-Jones: Michelle
- 2003: Quan menys t'ho esperes (Something's Gotta Give) de Nancy Meyers: Zoe Barry
- 2004: L'última nit (Last Night): Marit Such
- 2005: Precinct Hollywood, de Rachel Dretzin i Muriel Soenens (TV)
- 2005: En terra d'homes (North Country), de Niki Caro
- 2005: Æon Flux, de Karyn Kusama
- 2006: Amics amb diners (Friends with Money), de Nicole Holofcener
- 2008: Cremeu-ho després de llegir-ho de Joel Coen: Linda Litzke
- 2008: Un gran dia per a elles, de Bharat Nalluri
- 2011: Transformers: Dark of the Moon, de Michael Bay
- 2011: This Must Be the Place, de Paolo Sorrentino
- 2012: Moonrise Kingdom: Mrs. Bishop
- 2012: Madagascar 3: Europe's Most Wanted: Capitana Chantal Dubois (veu)
- 2012: Promised Land: Sue Thomason
- 2014: Every Secret Thing
- 2014: Olive Kitteridge (sèrie de televisió): Olive Kitteridge
- 2015: The Good Dinosaur: Momma (veu)
- 2016: Hail, Caesar!: C.C. Calhoun
- 2017: Three Billboards Outside Ebbing, Missouri, de Martin McDonagh
- 2020: The French Dispatch, de Wes Anderson: Lucinda Krementz
- 2020: Nomadland, de Chloé Zhao: Fern

## Premis i nominacions

### Premis
- 2021: Oscar a la millor actriu per Nomadland
- 2018: Oscar a la millor actriu per Three Billboards Outside Ebbing, Missouri
- 1997: Oscar a la millor actriu per Fargo
- 2015: Primetime Emmy a la millor minisèrie o telefilm per Olive Kitteridge
- 2015: Primetime Emmy a la millor actriu en minisèrie o telefilm per Olive Kitteridge

### Nominacions
- 1989: Oscar a la millor actriu secundària per Crema Mississippi
- 1997: Globus d'Or a la millor actriu musical o còmica per Fargo
- 1997: BAFTA a la millor actriu per Fargo
- 1997: Premi Saturn a la millor actriu per Fargo
- 1997: Primetime Emmy a la millor actriu secundària en minisèrie o especial per Hidden in America
- 2001: Oscar a la millor actriu secundària per Gairebé famosos
- 2001: Globus d'Or a la millor actriu secundària per Gairebé famosos
- 2001: BAFTA a la millor actriu secundària per Gairebé famosos
- 2002: Premi Saturn al millor paper secundari femení per The Man Who Wasn't There
- 2006: Oscar a la millor actriu secundària per En terra d'homes
- 2006: Globus d'Or a la millor actriu secundària per En terra d'homes
- 2006: BAFTA a la millor actriu secundària per En terra d'homes
- 2009: Globus d'Or a la millor actriu musical o còmica per Cremeu-ho després de llegir-ho
- 2015: Globus d'Or a la millor actriu en minisèrie o telefilm per Olive Kitteridge